# Cacuaco
Cacuaco är en kommun i Angola.   Den ligger i provinsen Luanda, i den nordvästra delen av landet, 30 kilometer öster om huvudstaden Luanda.
Omgivningarna runt Cacuaco är en mosaik av jordbruksmark och naturlig växtlighet. Runt Cacuaco är det tätbefolkat, med 659 invånare per kvadratkilometer. Savannklimat råder i trakten. 